# 马斯沃附近林巴克
马斯沃附近林巴克（法語：Rimbach-près-Masevaux）是法国上莱茵省的一个市镇，属于坦恩-盖布维莱尔区（Thann-Guebwiller）和马斯沃县（Masevaux）。该市镇总面积16.66平方公里，2009年时的人口为497人。

## 人口

马斯沃附近林巴克人口变化图示